# Rionero Sannitico
Rionero Sannitico é uma comuna italiana da região do Molise, província de Isérnia, com cerca de 1.128 habitantes. Estende-se por uma área de 28 km², tendo uma densidade populacional de 40 hab/km². Faz fronteira com Acquaviva d'Isernia, Castel di Sangro (AQ), Forlì del Sannio, Montenero Val Cocchiara, Vastogirardi.

## Demografia
| Variação demográfica do município entre 1861 e 2011                               |
|                                                                                   |
| Fonte: Istituto Nazionale di Statistica (ISTAT) - Elaboração gráfica da Wikipedia |